# دفاع تاجنانت
دفاع تاجنانت هو نادي كرة قدم جزائري مقره في تاجنانت، الجزائر. تأسس عام 1971 وألوانه هي الأزرق والأبيض. ملعب الفريق هو سمايل الذي يتسع لحوالي 9000 متفرج. ينشط في الرابطة المحترفة الأولى الجزائرية.'

## تشكيلة اللاعبين
| الاسم                 | المركز    | الاسم            | المركز | الاسم            | المركز | الاسم           | المركز | الاسم                 | المركز |
| --------------------- | --------- | ---------------- | ------ | ---------------- | ------ | --------------- | ------ | --------------------- | ------ |
| مصطفي بودبزة          | حارس مرمي | عماد الدين معلم  | مدافع  | سيد احمد شايبدور | دفاع   | محمد اد ايزغوتي | وسط    | محمد امين كباري       | وسط    |
| وليد قحة              | حارس مرمي | محمد الشريف نورة | مدافع  | توفيق غمراني     | دفاع   | حكيم قوميدي     | وسط    | رابح مراح             | وسط    |
| جيلالي بن مبارك ترباح | مدافع     | محمد فضيل        | مدافع  | يوسف مانع        | دفاع   | منور بن يطو     | وسط    | عبد الرحمن جلول قيدوم | هجوم   |

| الاسم          | المركز | الاسم          | المركز | الاسم            | المهنة     |
| -------------- | ------ | -------------- | ------ | ---------------- | ---------- |
| ايوب محمد فرحي | هجوم   | وليد شعبان     | هجوم   | مصطفي بسكري      | مدرب       |
| درواوي مسعود   | هجوم   | صاليح صاحبي    | هجوم   | لعيد بن كتفي     | مساعد مدرب |
| اسلام شطاب     | هجوم   | احمد صلاح جابر | هجوم   | عبد الحليم تيفور | مدرب حراس  |

- المصادر

1. ↑  A. T. (27 ديسمبر 2014). "DRBT 1-1 CRB (DRBT se qualifier 7-6) : Tadjenanet stoppe le Chabab". competition.dz. مؤرشف من الأصل في 2016-11-12. اطلع عليه بتاريخ 2016-11-12. نسخة محفوظة 12 نوفمبر 2016 على موقع واي باك مشين.
2. ↑  A. Mallem (8 يونيو 2014). "DRB Tadjenanet : Une consécration légitime". lequotidien-oran.com. مؤرشف من الأصل في 2020-01-24. اطلع عليه بتاريخ 2016-11-12.
3. ↑  "DRB Tadjenanet : Fin de l'ère Bougherara". مؤرشف من الأصل في 2019-07-03.
4. 1 2  كورة : موقع كرة القدم العربي الأول نسخة محفوظة 04 مارس 2016 على موقع واي باك مشين.
5. ↑  تاج سبورت | الموقع الرياضي الأول في مدينة تاجنانت نسخة محفوظة 12 فبراير 2018 على موقع واي باك مشين.
6. ↑  "نسخة مؤرشفة". مؤرشف من الأصل في 2020-03-26. اطلع عليه بتاريخ 2015-06-12.